# Miss Francia 2021
Miss Francia 2021 fue la 91.ª edición del concurso Miss Francia. Se llevó a cabo el 19 de diciembre de 2020 en Puy du Fou en Les Epesses, Países del Loira. Clémence Botino de Guadalupe coronó a Amandine Petit de Normandía como su sucesora al final del evento. Petit representó a Francia en Miss Universo 2020, ubicándose en el Top 21.
A pesar de ser solo la 91.ª edición, la edición de 2021 se celebró como el centenario de Miss Francia, ya que la competencia se llevó a cabo por primera vez en 1920, antes de detenerse de 1922 a 1926 y de 1941 a 1946, esta última debido a la Segunda Guerra Mundial.
Esta fue la segunda vez que Miss Francia se llevó a cabo en Puy du Fou y en la región de Países del Loira después de Miss Francia 2009.

## Antecedentes

### Locación
El 2 de septiembre de 2020, el Comité de Miss Francia confirmó que Miss Francia 2021 se llevaría a cabo el 12 de diciembre de 2020 en Puy du Fou en Les Epesses, Países del Loira. Esta sería la segunda vez que la competencia se lleva a cabo en Puy du Fou, luego de Miss Francia 2009. Posteriormente, la competencia se pospuso hasta el 19 de diciembre después de que Emmanuel Macron anunciara un confinamiento en Francia durante el mes de noviembre debido a la pandemia de COVID-19.
Si bien las candidatas de Miss Francia generalmente se embarcan en un viaje al extranjero durante la preparación para la competencia, su viaje planeado a Guadalupe se canceló debido a la pandemia de COVID-19 y, en cambio, viajaron a Versalles, Yvelines para visitar el Palacio de Versalles.

### Selección de candidatas
Debido a la pandemia de COVID-19, la región de Tahití decidió cancelar su concurso regional de Miss Francia 2021. La edición de 2021 vio el regreso de Wallis y Futuna a Miss Francia; la región solo había competido cuatro veces en la historia, y no desde 2005.
El 14 de octubre, se confirmó que San Martín y San Bartolomé no competirían después de que su candidata seleccionada, Naïma Dessout, fuera descalificada por el Comité Miss Francia por haber participado previamente en una sesión de fotos desnuda. Además, no se seleccionó a ninguna representante para reemplazar a Dessout en Miss Francia. Esto se produjo después de que Anastasia Salvi, la ganadora original de Miss Franco Condado, renunciara en medio de un escándalo de fotos desnuda, y Anaëlle Guimbi, una competidora de Miss Guadalupe, fue descalificada antes del concurso regional por fotos de desnudos tomadas en apoyo de una campaña de concientización sobre el cáncer de mama.

## Resultados
| Posiciones        | Candidata |
| ----------------- | --- |
| Miss Francia 2021 | - Normandía - Amandine Petit |
| Primera finalista | - Provenza - April Benayoum |
| Segunda finalista | - Costa Azul - Lara Gautier |
| Tercera finalista | - Alsacia - Aurélie Roux |
| Cuarta finalista  | - Borgoña - Lou-Anne Lorphelin |
| Top 15            | - Reunión - Lyna Boyer (Quinta finalista) - Isla de Francia - Lara Lourenço (Sexta finalista) - Aquitania - Leïla Veslard - Córcega - Noémie Leca - Guadalupe - Kenza Andreze-Louison - Limosín - Léa Graniou - Mayotte - Anlia Charifa - Países del Loira - Julie Tagliavacca - Poitou-Charentes - Justine Dubois - Ródano-Alpes - Anaïs Roux |

### Premios especiales
| Premio                         | Candidata                                |
| ------------------------------ | ---------------------------------------- |
| Premio de Conocimiento General | - Borgoña - Lou-Anne Lorphelin (17.5/20) |
| Premio a la Elegancia          | - Languedoc-Rosellón - Illana Barry      |
| Mejor en Traje Regional        | - Limosín - Léa Graniou                  |
| Mejor en Traje de Baño         | - Isla de Francia - Lara Lourenço        |
| Miss Fotogénica                | - Norte-Paso de Calais - Laura Cornillot |
| Miss Simpatía                  | - Lorena - Diane Febvay                  |
| Miss Buenos Modales            | - Picardía - Tara de Mets                |
| Premio a la Pasarela           | - Guadalupe - Kenza Andreze-Louison      |

### Puntuación

#### Preliminares
Un jurado compuesto por socios (internos y externos) del Comité Miss Francia seleccionó a quince candidatas durante una entrevista que tuvo lugar el 16 de diciembre para avanzar a las semifinales.

#### Top quince
En el top quince, una votación dividida 50/50 entre el jurado oficial y el público votante seleccionó a cinco candidatas para avanzar al top cinco. Cada candidata recibió una puntuación general de 1 a 15 del jurado y el público, y las cinco candidatas con las puntuaciones combinadas más altas avanzaron al top cinco. Las chicas con la sexta y séptima puntuación combinada más alta fueron luego designadas como las finalistas quinta y sexta, respectivamente, a pesar de no avanzar en la competencia. En caso de empate prevalecía el voto del jurado.
| Candidata        | Público | Jurado | Total |
| ---------------- | ------- | ------ | ----- |
| Borgoña          | 12      | 15     | 27    |
| Normandía        | 14      | 12     | 26    |
| Alsacia          | 15      | 11     | 26    |
| Costa Azul       | 10      | 14     | 24    |
| Provenza         | 11      | 13     | 24    |
| Reunión          | 13      | 7      | 20    |
| Isla de Francia  | 9       | 9      | 18    |
| Guadalupe        | 8       | 9      | 17    |
| Países del Loira | 7       | 7      | 14    |
| Poitou-Charentes | 6       | 7      | 13    |
| Aquitania        | 2       | 10     | 12    |
| Córcega          | 5       | 7      | 12    |
| Mayotte          | 4       | 3      | 7     |
| Ródano-Alpes     | 3       | 3      | 6     |
| Limosín          | 1       | 3      | 4     |

### Top cinco
En el top cinco, un voto dividido 50/50 entre el jurado oficial y el público votante determinó qué candidata fue declarada Miss Francia. Esta fue la primera vez que el jurado pudo votar en el top cinco desde Miss Francia 2010. Cada candidata fue clasificada del primero al quinto por el jurado y el público, y los dos puntajes se combinaron para crear un puntaje total. En caso de empate, prevalecía el voto del público. Si no se hubiera producido este cambio de reglas, Normandía aún habría ganado, mientras que Alsacia habría sido la primera finalista, seguida de Provenza, Borgoña y luego Costa Azul.
| # | Candidata  | Público | Jurado | Total |
| - | ---------- | ------- | ------ | ----- |
| 1 | Normandía  | 5       | 2      | 7     |
| 2 | Provenza   | 3       | 4      | 7     |
| 3 | Costa Azul | 1       | 5      | 6     |
| 4 | Alsacia    | 4       | 1      | 5     |
| 5 | Borgoña    | 2       | 3      | 5     |

## Candidatas
29 candidatas compitieron por el título.
| Región                 | Candidata             | Edad | Altura          | Ciudad natal          | Posición          | Notas |
| ---------------------- | --------------------- | ---- | --------------- | --------------------- | ----------------- | --- |
| Alsacia                | Aurélie Roux          | 24   | 1,72 m (5′ 8″)  | Spechbach-le-Bas      | Tercera finalista | |
| Aquitania              | Leïla Veslard         | 18   | 1,76 m (5′ 9″)  | Saint-Mesmin          | Top 15            | |
| Auvernia               | Géromine Prique       | 21   | 1,71 m (5′ 7″)  | Clermont-Ferrand      |                   | |
| Borgoña                | Lou-Anne Lorphelin    | 23   | 1,71 m (5′ 7″)  | Charnay-lès-Mâcon     | Cuarta finalista  | Hermana de Marine Lorphelin, Miss Francia 2013                                                                                                   |
| Bretaña                | Julie Foricher        | 23   | 1,78 m (5′ 10″) | Relecq-Kerhuon        |                   | |
| Centro-Valle del Loira | Cloé Delavalle        | 23   | 1,71 m (5′ 7″)  | Chartres              |                   | |
| Champaña-Ardenas       | Gwenegann Saillard    | 21   | 1,70 m (5′ 7″)  | Sainte-Savine         |                   | |
| Córcega                | Noémie Leca           | 19   | 1,78 m (5′ 10″) | Cargèse               | Top 15            | |
| Costa Azul             | Lara Gautier          | 22   | 1,74 m (5′ 9″)  | Mandelieu-la-Napoule  | Segunda finalista | |
| Franco Condado         | Coralie Gandelin      | 23   | 1,72 m (5′ 8″)  | La Chailleuse         |                   | Originalmente la primera finalista, pero asumió el título luego de que la ganadora Anastasia Salvi renunciara dos días después de su coronación. |
| Guadalupe              | Kenza Andreze-Louison | 20   | 1,75 m (5′ 9″)  | Baie-Mahault          | Top 15            | |
| Guayana Francesa       | Héléneschka Horth     | 23   | 1,74 m (5′ 9″)  | Awala-Yalimapo        |                   | |
| Isla de Francia        | Lara Lourenço         | 19   | 1,71 m (5′ 7″)  | Saint-Maur-des-Fossés | Top 15            | |
| Languedoc-Rosellón     | Illana Barry          | 19   | 1,76 m (5′ 9″)  | Aigues-Mortes         |                   | |
| Limosín                | Léa Graniou           | 20   | 1,71 m (5′ 7″)  | Limoges               | Top 15            | |
| Lorena                 | Diane Febvay          | 19   | 1,77 m (5′ 10″) | Piblange              |                   | |
| Martinica              | Séphorah Azur         | 23   | 1,79 m (5′ 10″) | Schoelcher            |                   | |
| Mayotte                | Anlia Charifa         | 23   | 1,77 m (5′ 10″) | Dzaoudzi              | Top 15            | |
| Mediodía-Pirineos      | Emma Arrebot-Natou    | 19   | 1,77 m (5′ 10″) | Tournefeuille         |                   | |
| Normandía              | Amandine Petit        | 23   | 1,75 m (5′ 9″)  | Bourguébus            | Miss Francia 2021 | |
| Norte-Paso de Calais   | Laura Cornillot       | 24   | 1,78 m (5′ 10″) | Ennevelin             |                   | |
| Nueva Caledonia        | Louisa Salvan         | 19   | 1,74 m (5′ 9″)  | Mont-Dore             |                   | |
| Países del Loira       | Julie Tagliavacca     | 24   | 1,74 m (5′ 9″)  | Maulévrier            | Top 15            | |
| Picardía               | Tara de Mets          | 21   | 1,79 m (5′ 10″) | Clermont              |                   | |
| Poitou-Charentes       | Justine Dubois        | 24   | 1,74 m (5′ 9″)  | Angulema              | Top 15            | |
| Provenza               | April Benayoum        | 21   | 1,76 m (5′ 9″)  | Éguilles              | Primera finalista | |
| Reunión                | Lyna Boyer            | 21   | 1,73 m (5′ 8″)  | La Possession         | Top 15            | |
| Ródano-Alpes           | Anaïs Roux            | 23   | 1,73 m (5′ 8″)  | Lyon                  | Top 15            | |
| Wallis y Futuna        | Mylène Halemai        | 19   | 1,77 m (5′ 10″) | Fineveke              |                   | |